# Pterodroma brevipes
A Grazina de colar ou Freira-de-colar (Pterodroma brevipes) é uma espécie de ave marinha da família Procellariidae.
Pode ser encontrada nos seguintes países: Fiji, possivelmente Samoa Americana, possibly the Ilhas Cook e possivelmente em Samoa.
Os seus habitats naturais são: florestas subtropicais ou tropicais húmidas de baixa altitude e mar aberto.
Em 2010, a população de Vanuatu foi reconhecida como sendo uma nova subespécie Pterodroma brevipes magnificens.